# برزو (شیروان)
برزو روستایی در دهستان تکمران بخش سرحد شهرستان شیروان استان خراسان شمالی ایران است.

## جمعیت
بر پایه سرشماری عمومی نفوس و مسکن در سال ۱۳۹۵ جمعیت این مکان ۱۷۶ نفر (۴۳خانوار) بوده‌است.